# 阿拉伯裔英國人
阿拉伯裔英國人，是來自各阿拉伯國家的英國公民或居民或他們的後代。他們亦都可以來自非阿拉伯國家的少數族群。該稱呼獲英國政府、學界及傳媒的廣泛使用。據2011年統計，該族群的人口大約25萬人，當中23萬人於英格蘭定居。

## 知名人物
- Category:阿拉伯裔英国人

## 外部連結
- National Association of British Arabs
- Arab British Centre （页面存档备份，存于）
- British Arabs Resource Centre Broken link
- Arab British Chamber of Commerce (ABCC) （页面存档备份，存于）
- BBC Arab London （页面存档备份，存于）
- Reassessing what we collect website – Arab London （页面存档备份，存于） History of Arab London with objects and images - Broken link